# Frauenforst
Der Frauenforst ist eine Gemarkung und ein gemeindefreies Gebiet im niederbayerischen Landkreis Kelheim in Bayern.

## Geographie
Das gemeindefreie Gebiet des 19,849 km² großen Staatsforstes grenzt an Nittendorf, Sinzing, Kelheim, Ihrlerstein und Painten. Es setzt sich zusammen aus dem Gemarkungsteil 0 der gleichnamigen Gemarkung und der Gemarkung Irlbrunn (42,34 ha). Die Fläche zum Gebietsstand 1. Oktober 1966 betrug 19,3966 km².
Die Gemarkung Frauenforst umfasst 1943,06 Hektar, davon als Gemarkungsteil 1 etwa 0,48 Hektar der Enklave Frauenhäusl, die zur Kreisstadt Kelheim gehört.
Teile des Frauenforstes sind Bestandteil des Fauna-Flora-Habitat-Gebietes Frauenforst östlich Ihrlerstein und westlich Dürnstetten.

## Geotope
Im Gebiet befinden sich zwei vom Bayerischen Landesamt für Umwelt (LfU) ausgewiesene Geotope.
- Grundlose Grube NE von Ihrlerstein, Geotop-Nummer: 273H002[8]
- Verkieselte Reinhausener Schichten NE von Kelheim, Geotop-Nummer: 273A008[9]